# Tobias Goedewaagen
Tobias Goedewaagen (Gouda, 21 september 1818 - aldaar, 24 september 1884)  was een Goudse ondernemer en oprichter van de bankiersfirma Goedewaagen.

## Leven en werk

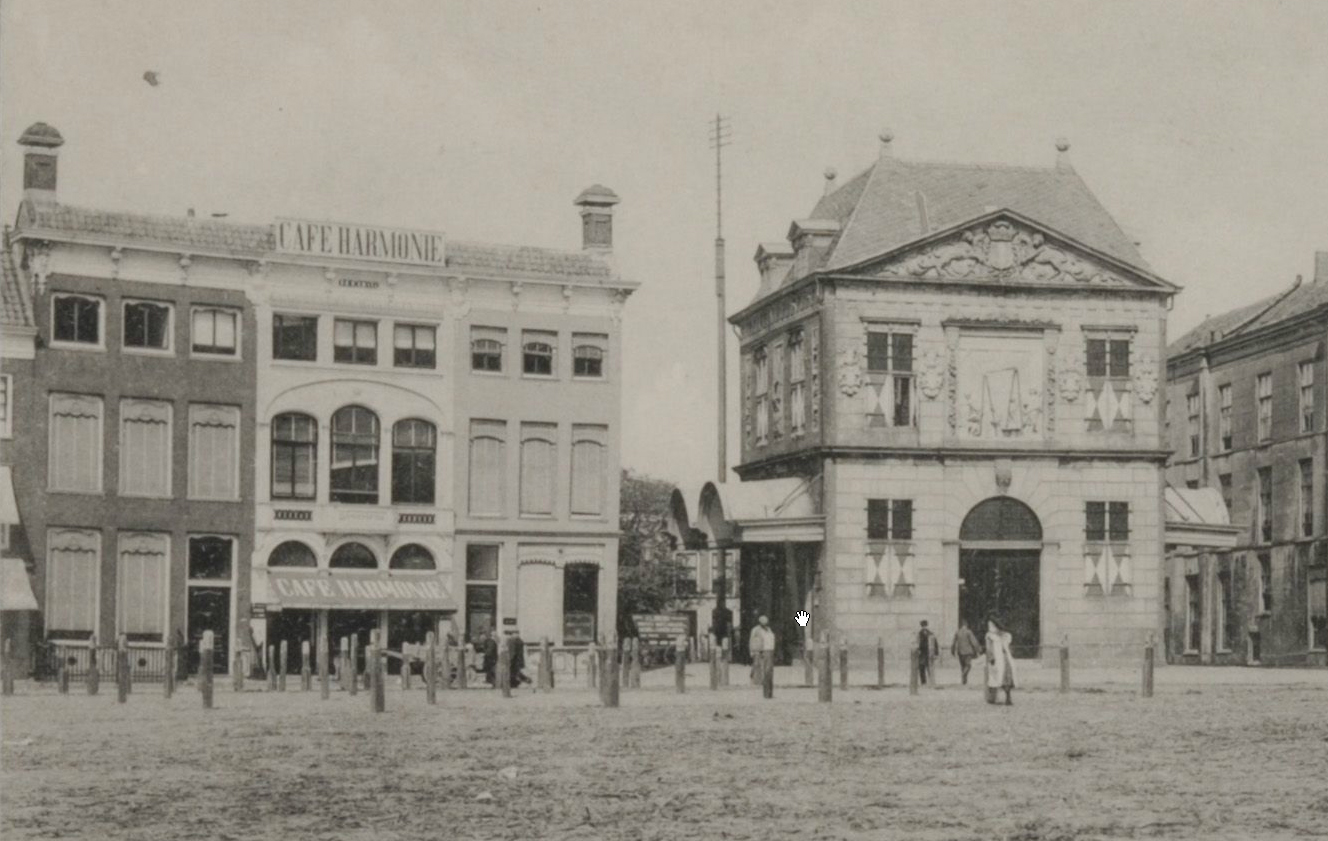
Het bankgebouw van Goedewaagen tussen de Harmonie en de Waag. In 1938 werd de Harmonie bij de bank getrokken en vond er een ingrijpende verbouwing plaats

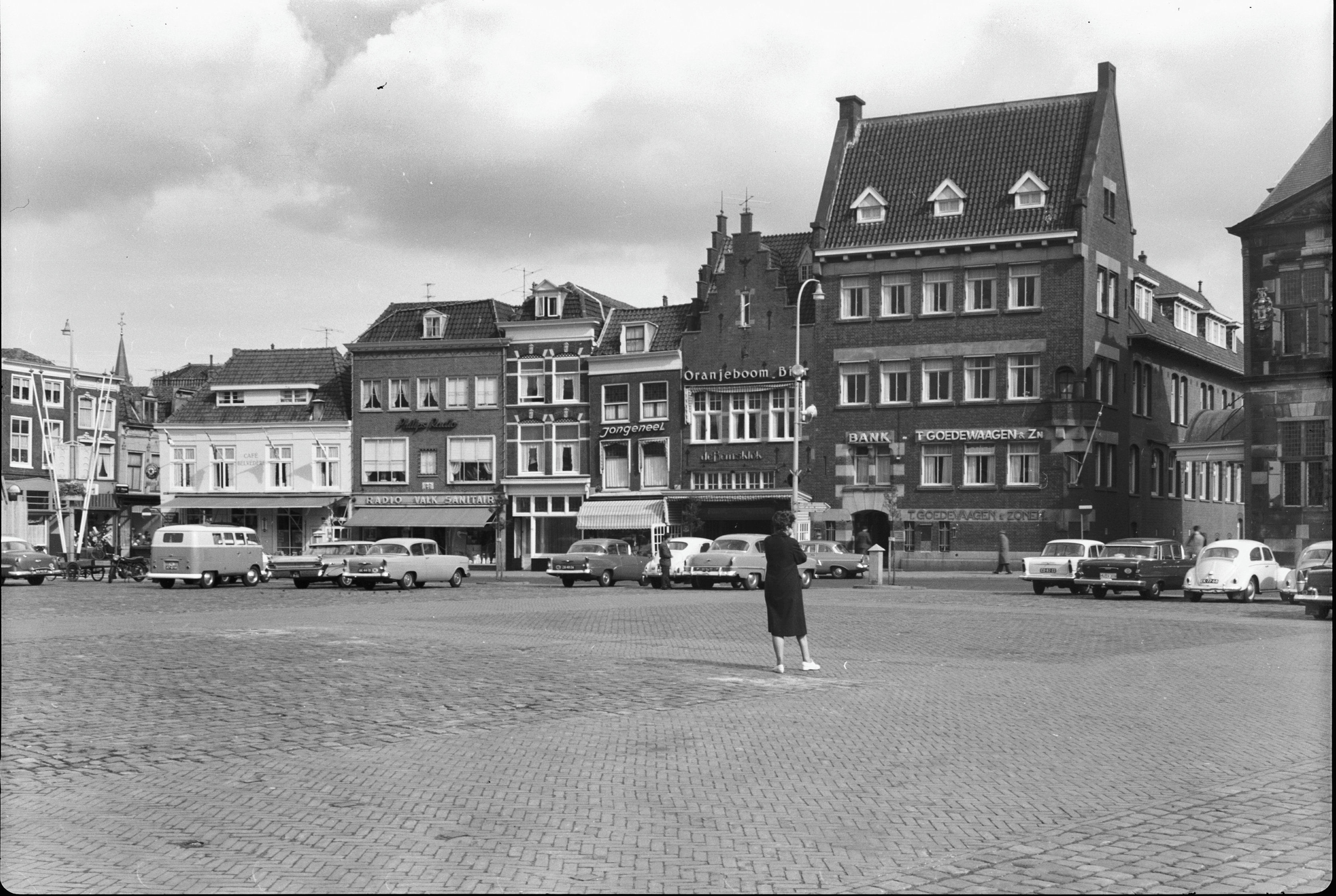
Het bankgebouw in 1962

Goedewaagen werd in 1818 geboren als oudste zoon uit het huwelijk van zijn vader Abraham Goedewaagen met Teuntje de Mol. Aanvankelijk trad hij in de leer als pijpmaker bij zijn vader. Het was diens bedoeling om het pijpmakersbedrijf over te dragen aan zijn oudste zonen Tobias en Pieter. Tobias besloot echter de beurtvaart op Amsterdam te pachten. Als beurtschipper op Amsterdam vervoerde hij niet alleen goederen, maar ook brieven. Tevens trad hij op als incasseerder van vorderingen. Gaandeweg begon hij met de koop en verkoop van effecten voor bewoners van Gouda en omstreken op de beurs van Amsterdam. In 1849 besloot hij om zich als commissionair in effecten in Gouda te vestigen. Daarmee werd de basis gelegd voor de bank Goedewaagen, die later de naam T. Goedewaagen en Zonen kreeg. In 1884, het jaar dat de oprichter van de bank overleed, werd het nieuwe bankgebouw aan de Markt van Gouda, gelegen naast het Waaggebouw, betrokken. De bank heeft meer dan een eeuw bestaan en bezat filialen in Boskoop, Oudewater, Schoonhoven, Woerden en Zoetermeer. Uiteindelijk zou de bank overgenomen worden door de Rotterdamsche Bank.
Goedewaagen trouwde in 1845 met Anna Maria Catharina Reisiger. Na haar overlijden hertrouwde hij in 1850 met Carolina Thomas. Zijn zonen Pieter, Karel Gustaaf en Cornelis Tobie werden alle drie bankier. Pieter zette het bankbedrijf van zijn vader voort. De beide jongere broers Karel Gustaaf en Cornelis Tobie richtten in Amsterdam de Incasso Bank op. De nationaalsocialistische politicus Tobie Goedewaagen was een zoon van Cornelis Tobie. 